# 成穆皇后
成穆皇后（せいぼくこうごう）は、南宋の孝宗の最初の正室（即位前に没した）。姓は郭氏。

## 経歴
開封府祥符県の人。郭瑊と趙氏（宋の宗室の娘）のあいだの娘。弟は郭師禹・郭師元。紹興14年（1144年）、普安郡王趙伯琮（後の孝宗）にとつぎ、咸寧郡夫人に封ぜられた。4人の男子を産んだ。
紹興26年6月2日（1156年6月21日）、31歳で薨去。臨安銭塘県の南屏山に葬られた。紹興30年（1160年）8月、淑国夫人を追贈され、紹興31年（1161年）9月に福国夫人とされた。紹興32年（1162年）6月、皇太子妃に追封され、同年8月に高宗が養子の孝宗に譲位すると、郭氏は皇后を贈られた後「恭懐」と諡され、まもなく「安穆」と改められた。
紹熙5年（1194年）10月、諡を「成穆」と改めた。

## 男子
- 趙愭（荘文太子）
- 趙愷（魏恵憲王）
- 趙惇（光宗）
- 趙恪（邵悼粛王）

## 伝記資料
- 『宋史』巻243 后妃伝下 成穆郭皇后伝
- 『宋会要輯稿』巻12 后妃一 孝宗安穆郭皇后